# Horst Albrecht
Horst Albrecht (* 23. September 1933 in Osnabrück; † 2. November 2012 in Sigmaringen) war ein Generalmajor des Heeres der Bundeswehr.

## Leben
Albrecht trat in die Bundeswehr ein, nachdem er bei der Bereitschaftspolizei war. Von 1964 bis 1966 absolvierte er den 7. Generalstabslehrgang Heer an der Führungsakademie der Bundeswehr in Hamburg, wo er zum Offizier im Generalstabsdienst ausgebildet wurde. Als solcher wurde er später in einem NATO-Hauptquartier in Belgien eingesetzt. Von Oktober 1979 bis September 1981 führte er die Panzergrenadierbrigade 30, war Unterabteilungsleiter P III im Bundesministerium der Verteidigung auf der Hardthöhe in Bonn und vom 27. September 1983 bis zum 25. März 1988 Divisionskommandeur der 10. Panzerdivision in Sigmaringen (heute Veitshöchheim). Zuletzt war er stellvertretender Kommandierender General und Kommandeur Korpstruppen des II. Korps in Ulm. 1991 wurde er in den Ruhestand versetzt.
Albrecht war verheiratet und hatte einen Sohn sowie eine Tochter. Er lebte zuletzt in Sigmaringen.